# Herbé Rodríguez Abraham
Herbé Rodríguez Abraham (Mérida, Yucatán; 1936 - 11 de diciembre de 2022) fue un político mexicano, miembro del Partido Revolucionario Institucional, diputado federal suplente por el I Distrito Electoral Federal de Yucatán a la LII Legislatura, ocupó la curul cuando el titular, Víctor Cervera Pacheco, fue designado gobernador de Yucatán para sustituir a Graciliano Alpuche Pinzón. Fue alcalde de Mérida, Yucatán de 1985 a 1987.
En 1990 fue por segunda vez candidato de su partido para la alcaldía de la ciudad de Mérida. En el proceso electoral enfrentó a Ana Rosa Payán del PAN y a Rafael Loret de Mola del PARM, las elecciones fueron competidas y ríspidas y finalmente le dieron la victoria a Ana Rosa Payán, siendo esta la primera victoria de un candidato no priista reconocida desde 1969.